# پیل ان‌ماس
پیل ان‌ماس (به هلندی: Peel en Maas) یک شهرستان در هلند است که در لیمبورخ واقع شده‌است. پیل ان‌ماس ۳۴ متر بالاتر از سطح دریا واقع شده‌است.